# Superfosfaatfabriek "Holland"
De Superfosfaatfabriek "Holland" was een fabriek van kunstmeststoffen, met name superfosfaat, te Pernis. Deze heeft bestaan van 1910 tot 2000.
De fabriek werd opgericht in 1910. Ze werd in 1913 overgenomen door de Amsterdamsche Superfosfaatfabriek (ASF) en werd uiteindelijk in 1948 onderdeel van Albatros Superfosfaatfabrieken. Ondertussen was de productie van het Zwijndrechtse bedrijf IGSW in 1941 al naar Pernis overgebracht. Via UKF, dat in geheel eigendom werd van DSM, kwam het uiteindelijk in de verkoop. Het werd gekocht door het Finse kunstmestconcern Kemira en heette toen Kemira Agro Pernis, later Kemira GrowHow BV. De productiecapaciteit bedroeg 225 kton/jaar aan fosforzuur.
Het bedrijf sloot in 2000 in het kader van een algehele reorganisatie van Kemira, waarbij de overcapaciteit en de noodzakelijke milieu-investeringen een rol hebben gespeeld. De milieu-investeringen betroffen de bouw van een opwerkingsfabriek cvoor het afvalgips, waarbij het om een productie van 1000 kton gips/jaar zou gaan.

## Productie
Het bedrijf beschikte over een fosforzuurfabriek (1917, H3PO4), kiezelzuurproduktie (H2SiF6, een bijproduct van de fosforzuurfabricage), een natriumfosfaatfabriek (1927), zwavelzuurfabrieken, zwavelzure ammoniakfabriek, een salpeterzuurfabriek (1962), een ammoniumnitraatfabriek , een ammoniumfosfaatfabriek, ureumfabriek, ammoniakfabriek en een mengmestfabriek waarin zg NPK mengmesten werden geproduceerd. NPK is stikstof-fosfor-kalium. De gehaltes van deze drie elementen worden uitgedrukt als N, P2O5 en K2O. Voorbeelden van mengmeststoffen zijn 15-15-15 of 16-10-20. De laatste bevat dus 16% N, 10% P2O5 en 20% K2O. De capaciteit aan kunstmest bedroeg vele honderden kton/jaar.